# 西吉宮行臺
23°34′29″N 119°34′34″E / 23.574860°N 119.576020°E
西吉宮行臺，原名池府廟，主祀池府王爺。澎湖縣望安鄉西吉村於民國68年（1979年）7月1日公告廢村併入東吉村，西吉村民為使西吉嶼西吉宮香火不輟，先於民國65年（1976年）集資購地，建西吉宮行臺於馬公市朝陽里現址，又名西吉村池府千歲宮。

## 沿革
望安鄉西吉嶼的西吉宮最初奉祀金府王爺，爾後才陸續增祀池府王爺、王府王爺等其他神祇。廟宇創建年代不詳，廟內匾額「王道蕩平」落款為同治癸酉年（1873年）敬獻，建廟歷史最早能追溯至1873年之前。
西吉嶼位處臺灣水道黑水溝邊陲，腹地狹小，經濟發展謀生不易，居民在1960年代後大量且迅速外移，在民國67年（1976年）7月底西吉嶼上便已無村民居住。民國68年（1977年）7月1日，澎湖縣政府頒佈公告，西吉村正式廢村，併入東吉村，成為近代政府利用公權力來施行遷村的案例之一。
西吉嶼住戶紛紛搬遷至高雄、台南或澎湖本島各地，遷居澎湖本島則多集中於紅木埕（約今馬公市朝陽里）一帶。原西吉嶼村民為延續香火，民國65年（1976年）集資買下馬公市的民房，以供奉池府王爺等神祇做行臺之用，正式名稱為「西吉村池府千歲宮」。
民國72年（1983年），西吉嶼村民陳福庭再度發動勸募，建造行臺牌樓，由許明彩、陳進行、許義德、許明照及陳福慶等負責統籌執行，於同年2月28日竣工，即為今貌。

## 奉祀
- 池府王爺（黑面像）[7]
- 天上聖母
- 王船

## 圖輯

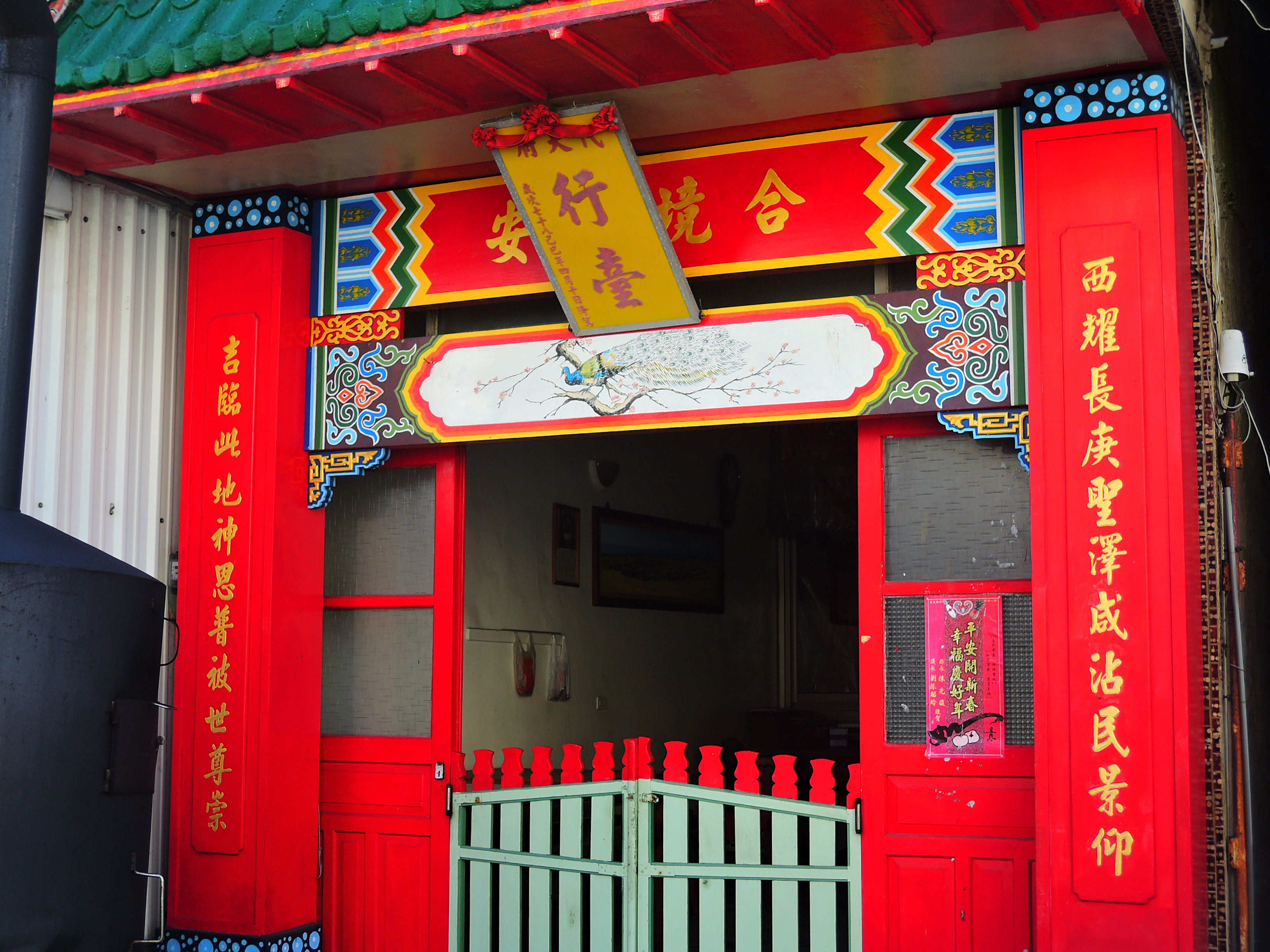
行臺入口
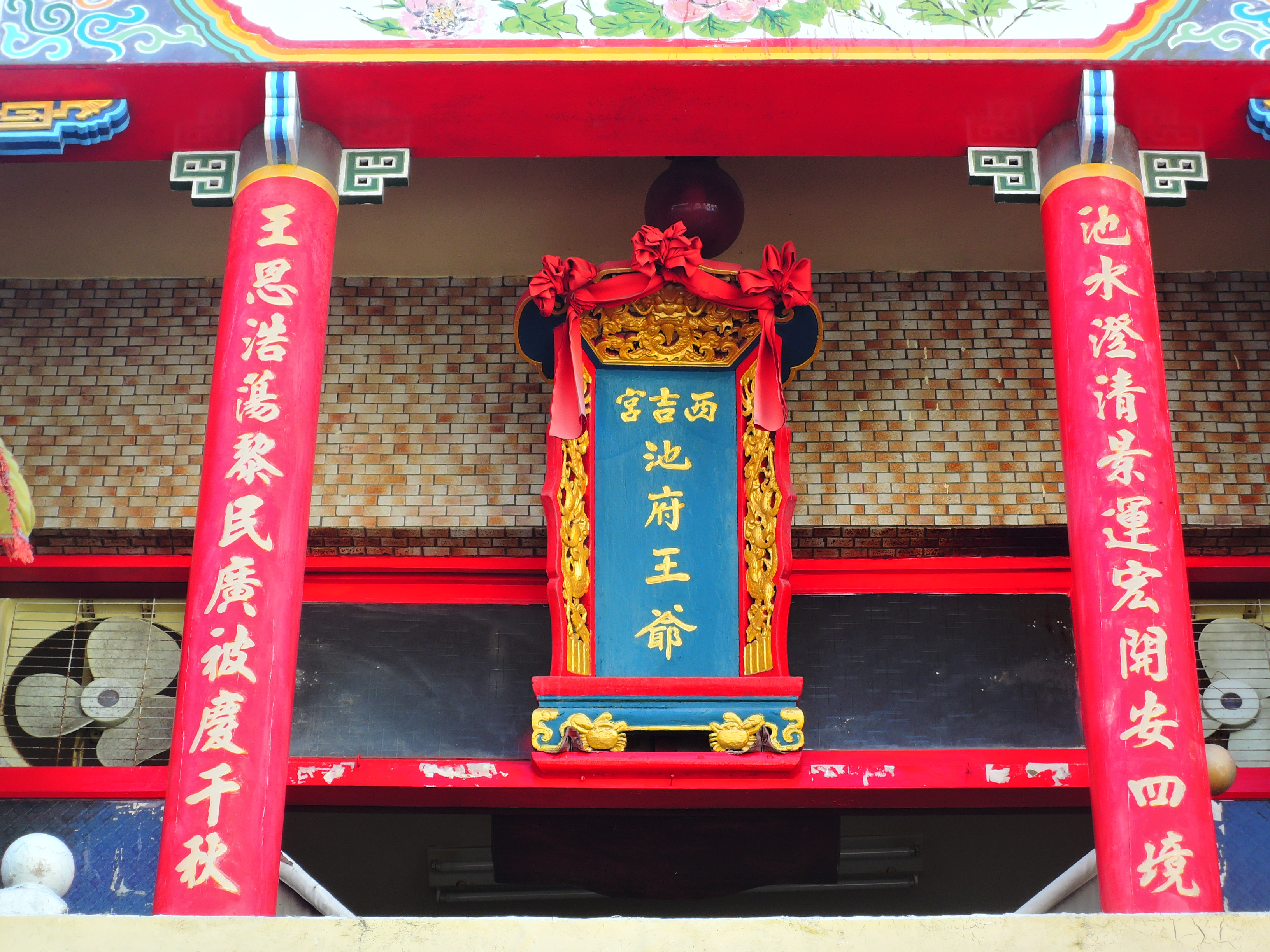
聖旨牌
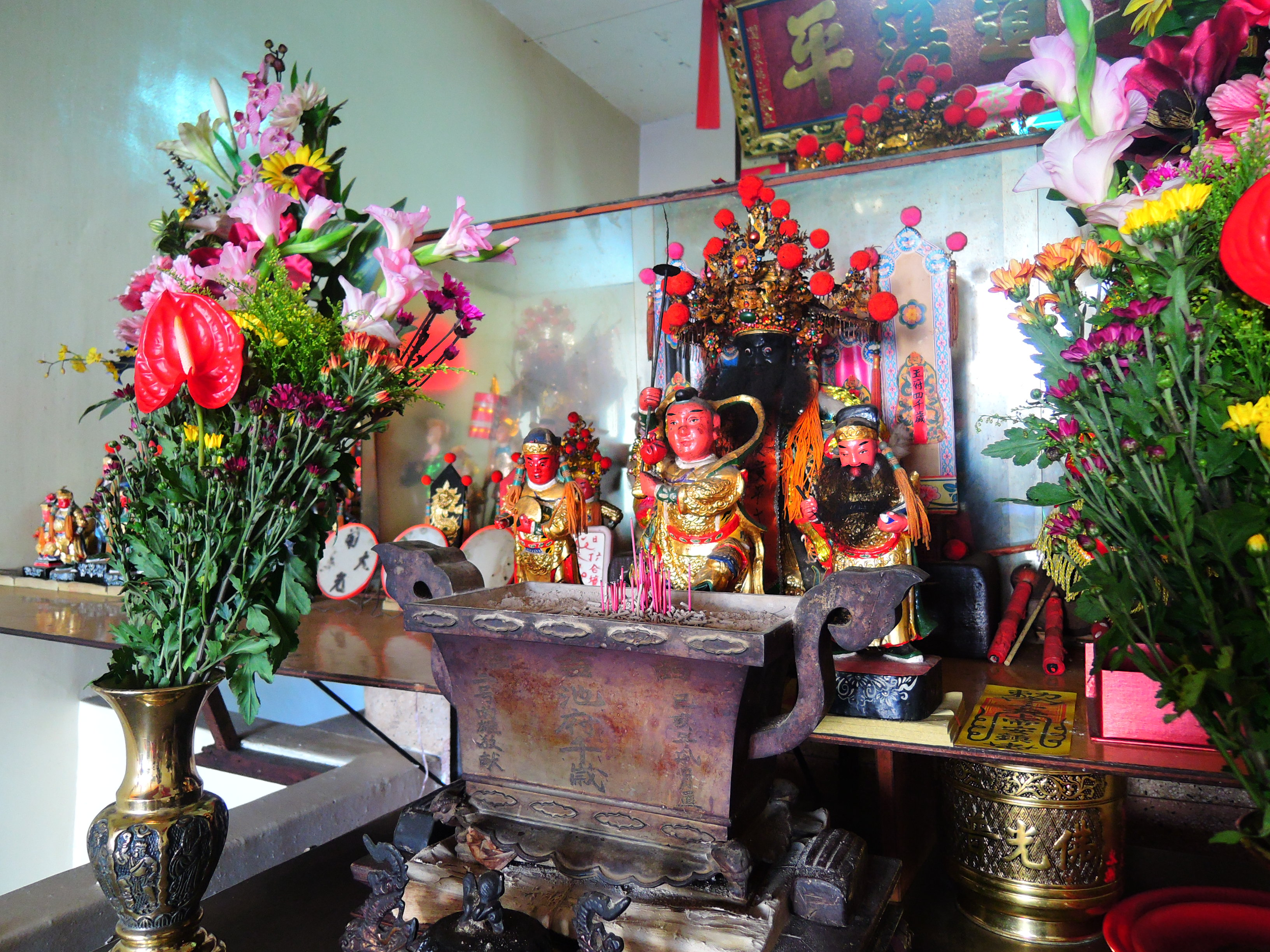
黑面池府王爺像
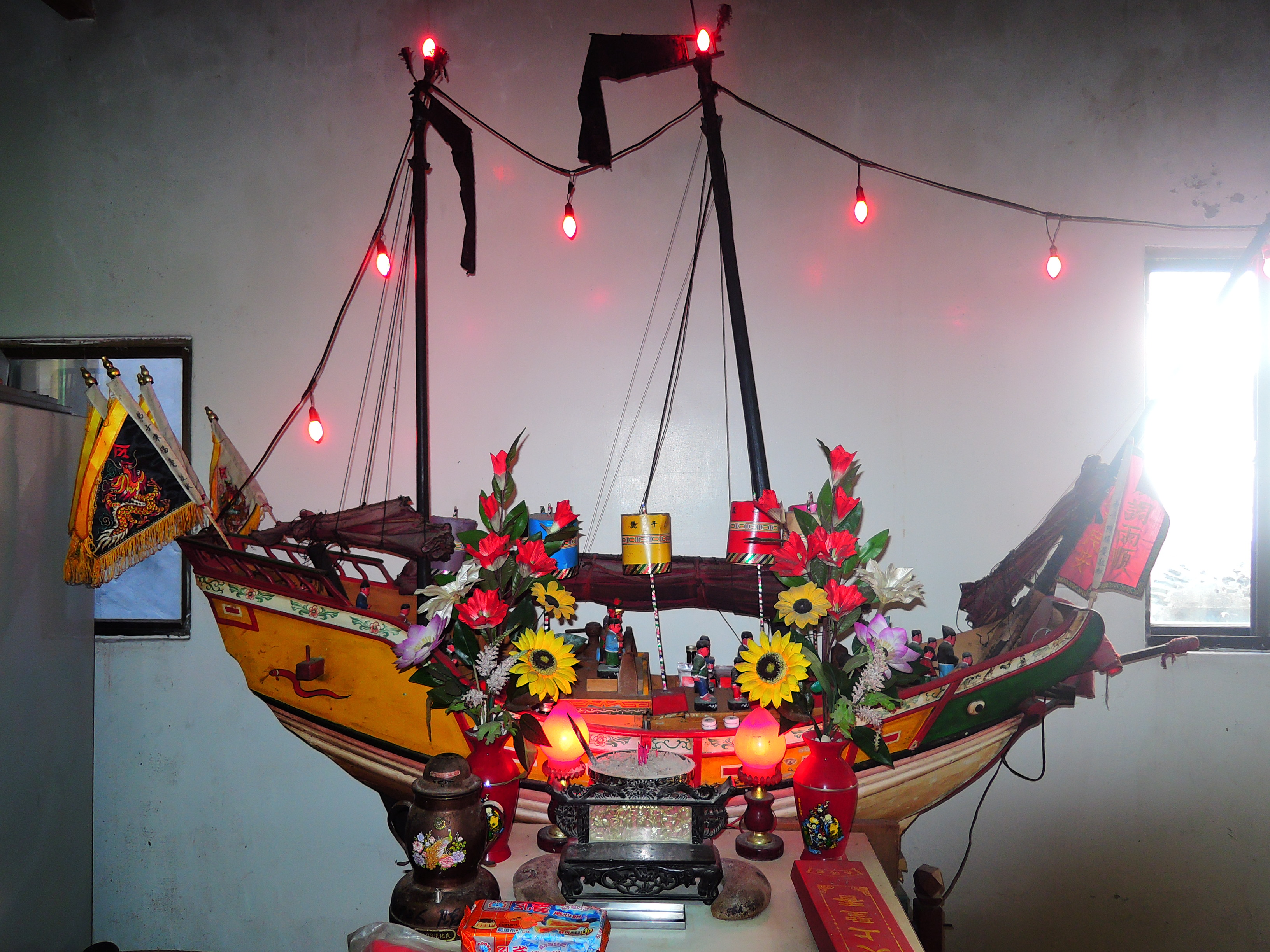
王船
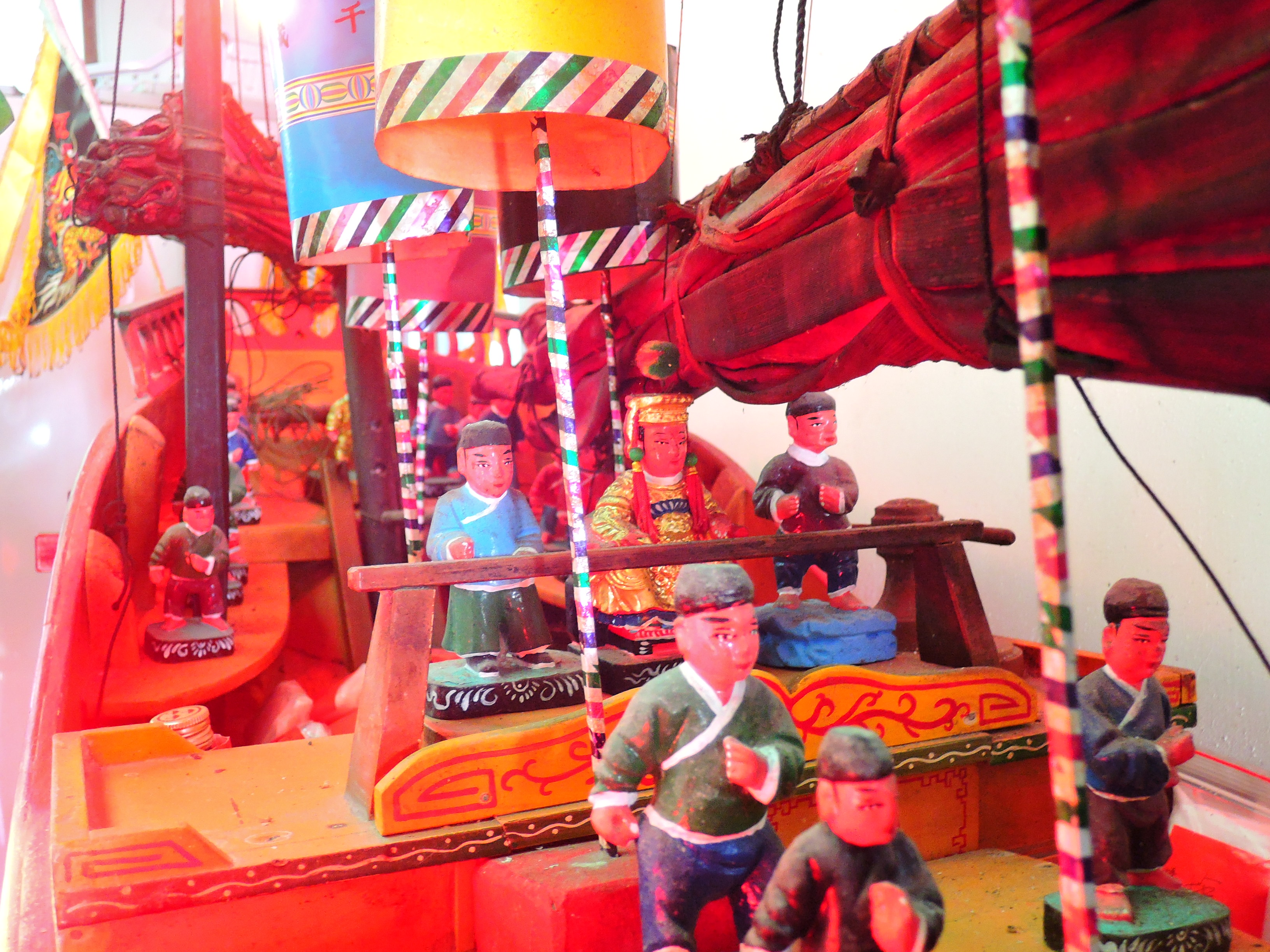
王船（天上聖母）
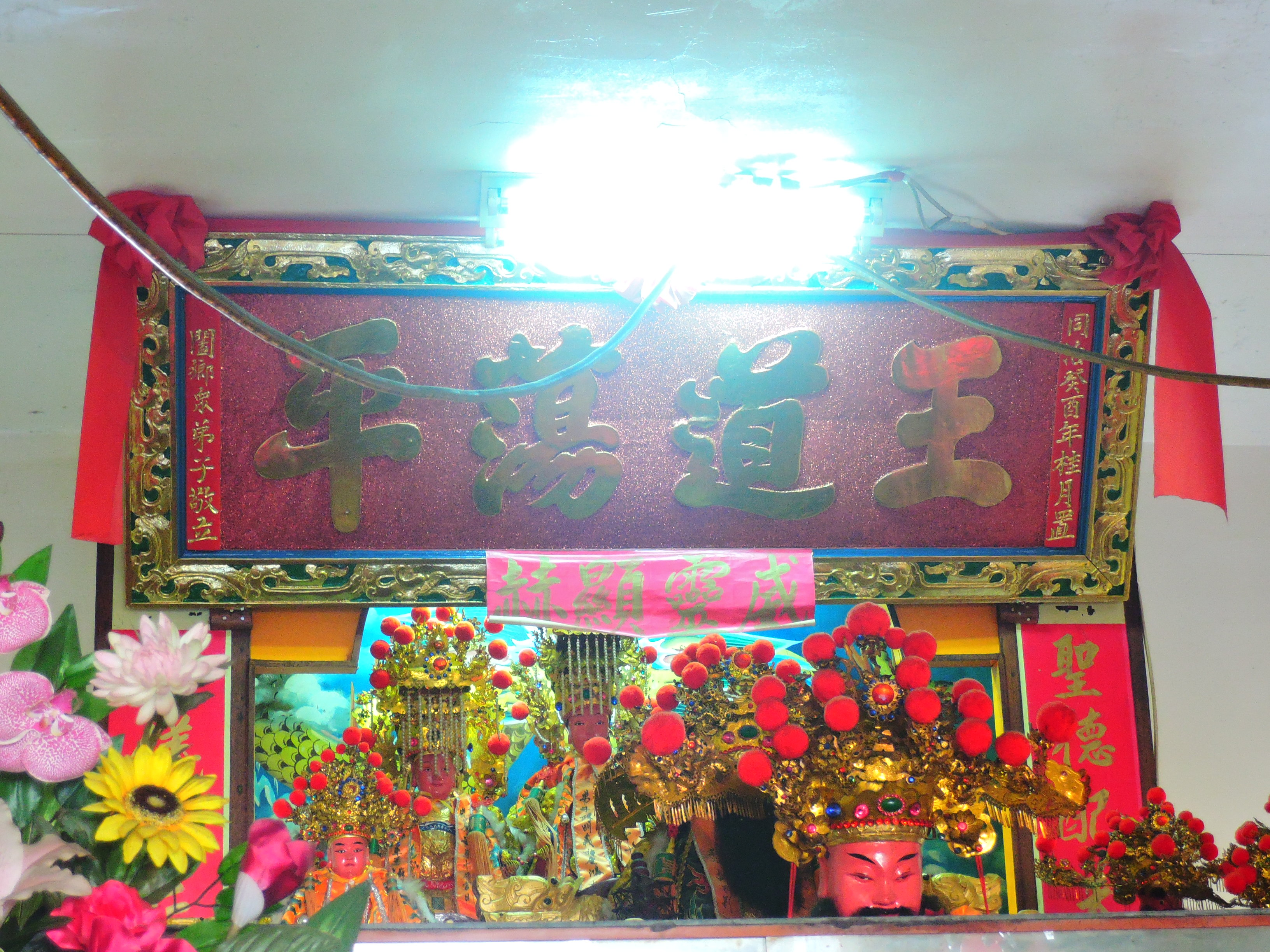
王道蕩平匾（同治癸酉年桂月置）
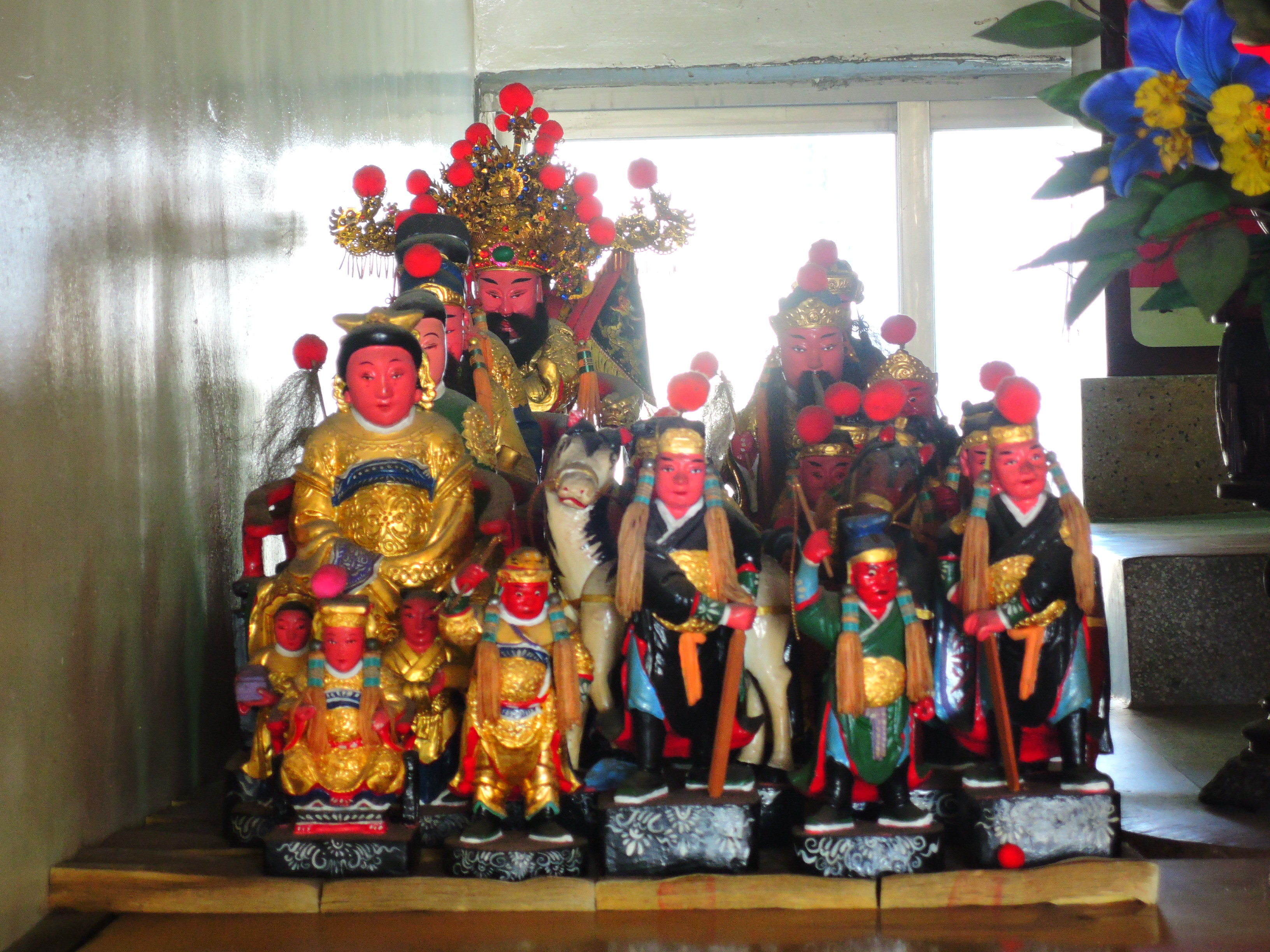
眾神像